# Combiné nordique aux championnats du monde de ski nordique 2019
Pour des articles plus généraux, voir Championnat du monde de combiné nordique, Championnats du monde de ski nordique 2019 et 2019 en combiné nordique.
Navigation
Édition précédente Édition suivante
Les épreuves du combiné nordique des championnats du monde de ski nordique 2019 se déroulent à Seefeld (Autriche) du 20 février au 3 mars 2019.

## Organisation

### Programme et calendrier
Quatre épreuves sont au programme. Il s'agit des mêmes épreuves depuis 2013. Le calendrier des épreuves est le suivant :
| Février - mars 2019             | Février - mars 2019 | Février - mars 2019 | Février - mars 2019 | Février - mars 2019 | Février - mars 2019 | Février - mars 2019 | Février - mars 2019 | Février - mars 2019 | Février - mars 2019 | Février - mars 2019 | Février - mars 2019 | Février - mars 2019 |
| Courses                         | 20                  | 21                  | 22                  | 23                  | 24                  | 25                  | 26                  | 27                  | 28                  | 1                   | 2                   | 3                   |
| ------------------------------- | ------------------- | ------------------- | ------------------- | ------------------- | ------------------- | ------------------- | ------------------- | ------------------- | ------------------- | ------------------- | ------------------- | ------------------- |
| HS 130 / 10 km                  |                     |                     |                     |                     |                     |                     |                     |                     |                     |                     |                     |                     |
| HS 130 / 2 × 7,5 km Team sprint |                     |                     |                     |                     |                     |                     |                     |                     |                     |                     |                     |                     |
| HS 109 / 10 km                  |                     |                     |                     |                     |                     |                     |                     |                     |                     |                     |                     |                     |
| HS 109 / 4 × 5 km relais        |                     |                     |                     |                     |                     |                     |                     |                     |                     |                     |                     |                     |

|  | Entraînements |  | Courses |

### Format des épreuves
Quatre épreuves sont au programme : deux épreuves individuelles et deux épreuves par équipes.

## Bilan de la compétition

### Podiums
| Épreuve            | Or                                                                          | Argent                                                                      | Bronze                                                             |
| ------------------ | --------------------------------------------------------------------------- | --------------------------------------------------------------------------- | ------------------------------------------------------------------ |
| Grand tremplin     | Eric Frenzel                                                                | Jan Schmid                                                                  | Franz-Josef Rehrl                                                  |
| Sprint par équipes | Allemagne- Eric Frenzel - Fabian Riessle                                    | Norvège- Jan Schmid - Jarl Magnus Riiber                                    | Autriche- Franz-Josef Rehrl - Bernhard Gruber                      |
| Tremplin normal    | Jarl Magnus Riiber                                                          | Bernhard Gruber                                                             | Akito Watabe                                                       |
| Par équipes        | Norvège- Espen Bjørnstad - Jan Schmid - Jørgen Graabak - Jarl Magnus Riiber | Allemagne- Johannes Rydzek - Eric Frenzel - Fabian Riessle - Vinzenz Geiger | Japon- Gō Yamamoto - Yoshito Watabe - Hideaki Nagai - Akito Watabe |

### Tableau des médailles
| Rang  | Nation    | Or | Argent | Bronze | Total |
| ----- | --------- | -- | ------ | ------ | ----- |
| 1     | Norvège   | 2  | 2      | 0      | 4     |
| 2     | Allemagne | 2  | 1      | 0      | 3     |
| 3     | Autriche  | 0  | 1      | 3      | 4     |
| 4     | Japon     | 0  | 0      | 1      | 1     |
| Total | Total     | 4  | 4      | 4      | 12    |

## Résultats

### Individuel HS 130 + 10 km
Le tableau ci-dessous montre les résultats de la compétition avec le nom des participants, leur pays, leur classement, la longueur de leurs sauts et les points qu'ils ont remporté, leur handicap au départ de l'épreuve de fond et leur retard à l'arrivée de celle-ci ainsi que leur rang au sein de la seule course de fond.
| Rang                               | Nom                       | Nationalité | Longueur (m) | Points | Rang du saut | Handicap de départ | Résultat à l'arrivée | Rang du ski de fond |
| ---------------------------------- | ------------------------- | ----------- | ------------ | ------ | ------------ | ------------------ | -------------------- | ------------------- |
| Médaille d'or, Coupe du Monde      | Eric Frenzel              | Allemagne   | 130,5        | 138,5  | 01           | 0 min 00 s         | 23 min 43 s 0        | 16                  |
| Médaille d'argent, Coupe du Monde  | Jan Schmid                | Norvège     | 129 0        | 136,1  | 03           | 0 min 10 s         | + 00 min 04 s 3      | 13                  |
| Médaille de bronze, Coupe du Monde | Franz-Josef Rehrl         | Autriche    | 126 0        | 135,9  | 04           | 0 min 10 s         | + 00 min 08 s 7      | 15                  |
| 4                                  | Mario Seidl               | Autriche    | 125,5        | 137,2  | 02           | 0 min 05 s         | + 00 min 15 s 3      | 18                  |
| 5                                  | Jarl Magnus Riiber        | Norvège     | 121 0        | 123,8  | 10           | 0 min 59 s         | + 00 min 20 s 9      | 04                  |
| 6                                  | Akito Watabe              | Japon       | 122,5        | 129 0  | 05           | 0 min 38 s         | + 00 min 22 s 0      | 09                  |
| 7                                  | Fabian Rießle             | Allemagne   | 121 0        | 128,7  | 06           | 0 min 39 s         | + 00 min 22 s 3      | 08                  |
| 8                                  | Antoine Gérard            | France      | 124 0        | 124 0  | 09           | 0 min 59 s         | + 00 min 29 s 6      | 05                  |
| 9                                  | Johannes Rydzek           | Allemagne   | 117,5        | 119,8  | 13           | 1 min 15 s         | + 00 min 36 s 1      | 03                  |
| 10                                 | Bernhard Gruber           | Autriche    | 116,5        | 112,6  | 19           | 1 min 44 s         | + 00 min 58 s 6      | 01                  |
| 11                                 | Ilkka Herola              | Finlande    | 117 0        | 110,8  | 20           | 1 min 51 s         | + 01 min 09 s 3      | 02                  |
| 12                                 | Vinzenz Geiger            | Allemagne   | 117 0        | 118 0  | 15           | 1 min 22 s         | + 01 min 13 s 2      | 12                  |
| 13                                 | Aaron Kostner             | Italie      | 123,5        | 115,5  | 17           | 1 min 32 s         | + 01 min 17 s 9      | 10                  |
| 14                                 | Manuel Faißt              | Allemagne   | 115,5        | 115,5  | 17           | 1 min 32 s         | + 01 min 18 s 5      | 11                  |
| 15                                 | Espen Bjørnstad           | Norvège     | 120.5        | 123 0  | 11           | 1 min 02 s         | + 01 min 29 s 8      | 24                  |
| 16                                 | Yoshito Watabe            | Japon       | 124 0        | 125,8  | 07           | 0 min 51 s         | + 01 min 31 s 7      | 27                  |
| 17                                 | Hideaki Nagai             | Japon       | 121 0        | 117,2  | 16           | 1 min 25 s         | + 01 min 41 s 9      | 21                  |
| 18                                 | Samuel Costa              | Italie      | 117.5        | 109,6  | 21           | 1 min 56 s         | + 01 min 53 s 4      | 14                  |
| 19                                 | Tim Hug                   | Suisse      | 119 0        | 108,8  | 22           | 1 min 59 s         | + 02 min 09 s 7      | 19                  |
| 20                                 | Eero Hirvonen             | Finlande    | 111 0        | 103,9  | 27           | 2 min 18 s         | + 02 min 20 s 1      | 17                  |
| 21                                 | Leevi Mutru               | Finlande    | 118,5        | 106,2  | 23           | 2 min 09 s         | + 02 min 24 s 8      | 20                  |
| 22                                 | Alessandro Pittin         | Italie      | 105 0        | 090,9  | 38           | 3 min 10 s         | + 02 min 42 s 4      | 06                  |
| 23                                 | Arttu Mäkiaho             | Finlande    | 116 0        | 103,1  | 29           | 2 min 22 s         | + 02 min 43 s 0      | 23                  |
| 24                                 | Maxime Laheurte           | France      | 116,5        | 105,4  | 24           | 2 min 12 s         | + 02 min 44 s 1      | 25                  |
| 25                                 | Szczepan Kupczak          | Pologne     | 124 0        | 125,4  | 08           | 0 min 53 s         | + 02 min 44 s 6      | 42                  |
| 26                                 | Go Yamamoto               | Japon       | 119,5        | 118,8  | 14           | 1 min 19 s         | + 02 min 48 s 6      | 37                  |
| 27                                 | François Braud            | France      | 116 0        | 105,4  | 24           | 2 min 12 s         | + 03 min 08 s 8      | 32                  |
| 28                                 | Laurent Muhlethaler       | France      | 110,5        | 093,5  | 35           | 3 min 0            | + 03 min 19 s 3      | 22                  |
| 29                                 | Vid Vrhovnik              | Slovénie    | 117,5        | 102,1  | 30           | 2 min 26 s         | + 03 min 24 s 6      | 33                  |
| 30                                 | Pawel Slowiok             | Pologne     | 111 0        | 091,8  | 31           | 2 min 42 s         | + 03 min 30 s 8      | 30                  |
| 31                                 | Lukas Klapfer             | Autriche    | 121,5        | 120,6  | 12           | 1 min 12 s         | + 03 min 32 s 5      | 46                  |
| 32                                 | Raffaele Buzzi            | Italie      | 105,5        | 080,5  | 48           | 3 min 52 s         | + 03 min 33 s 2      | 07                  |
| 33                                 | Tomáš Portyk              | Tchéquie    | 110,5        | 092,6  | 36           | 3 min 04 s         | + 03 min 52 s 4      | 29                  |
| 34                                 | Adam Cieslar              | Pologne     | 109,5        | 095,1  | 33           | 2 min 54 s         | + 03 min 53 s 4      | 34                  |
| 35                                 | Taylor Fletcher           | États-Unis  | 106,5        | 087 0  | 40           | 3 min 26 s         | + 04 min 05 s 5      | 26                  |
| 36                                 | Jan Vytrval               | Tchéquie    | 110 0        | 091,6  | 37           | 3 min 08 s         | + 04 min 08 s 9      | 35                  |
| 37                                 | Vitali Ivanov (de)        | Russie      | 108 0        | 085.9  | 42           | 3 min 30 s         | + 04 min 12 s 5      | 28                  |
| 38                                 | Ernest Yahin              | Russie      | 116 0        | 104,6  | 26           | 2 min 16 s         | + 04 min 16 s 4      | 43                  |
| 39                                 | Lukáš Daněk               | Tchéquie    | 106 0        | 084,4  | 44           | 3 min 36 s         | + 04 min 38 s 5      | 36                  |
| 40                                 | Ondřej Pažout             | Tchéquie    | 112 0        | 095,9  | 32           | 2 min 50 s         | + 04 min 38 s 8      | 40                  |
| 41                                 | Viacheslav Barkov         | Russie      | 107 0        | 082,3  | 47           | 3 min 45 s         | + 04 min 38 s 8      | 31                  |
| 42                                 | Viktor Pasichnyk          | Ukraine     | 100 0        | 085,3  | 43           | 3 min 33 s         | + 05 min 13 s 3      | 38                  |
| 43                                 | Alexander Pashaev (d)     | Russie      | 111 0        | 094,8  | 34           | 2 min 55 s         | + 05 min 22 s 6      | 47                  |
| 44                                 | Ben Loomis                | États-Unis  | 104 0        | 083,8  | 45           | 3 min 39 s         | + 05 min 29 s 7      | 41                  |
| 45                                 | Ozbej Jelen (d)           | Slovénie    | 110,5        | 086,7  | 41           | 3 min 27 s         | + 05 min 45 s 4      | 45                  |
| 46                                 | Dmytro Mazurchuk (no)     | Ukraine     | 099 0        | 077,8  | 50           | 4 min 03 s         | + 5 min 49 s 3       | 39                  |
| 47                                 | Jasper Good               | États-Unis  | 097,5        | 073,2  | 52           | 4 min 21 s         | + 6 min 25 s 1       | 44                  |
| 48                                 | Grant Andrews (d)         | États-Unis  | 103 0        | 082,4  | 46           | 3 min 44 s         | + 6 min 52 s 8       | 50                  |
| 49                                 | Paweł Twardosz (de)       | Pologne     | 099,5        | 075,2  | 51           | 4 min 13 s         | + 6 min 55 s 3       | 49                  |
| 50                                 | Nathaniel Mah             | Canada      | 107,5        | 088,1  | 39           | 3 min 22 s         | + 7 min 12 s 3       | 51                  |
| 51                                 | Chingiz Rakparov (no)     | Kazakhstan  | 099 0        | 066,3  | 53           | 4 min 49 s         | + 7 min 26 s 3       | 48                  |
| 52                                 | Jiawen Zhao (d)           | Chine       | 094,5        | 060,7  | 54           | 5 min 11 s         | + 9 min 18 s 8       | 52                  |
| 53                                 | Zihe Zhao (d)             | Chine       | 086 0        | 043,8  | 55           | 6 min 19 s         | + 11 min 31 s 3      | 53                  |
| 54                                 | Danil Glukhov (d)         | Kazakhstan  | 079 0        | 033,6  | 57           | 7 min 0            | + 14 min 07 s 0      | 54                  |
| 55                                 | Viatcheslav Bochkarev (d) | Kazakhstan  | 077 0        | 026,8  | 58           | 7 min 27 s         | + 16 min 02 s 2      | 55                  |

Les coureurs Jørgen Graabak (28e de l'épreuve de saut), Kristjan Ilves (49e) & Eldar Orussayev (d) (56e) n'ont pas pris le départ de la course de fond. Les coureurs dont le temps de fond est inscrit sur fond bleu ciel ont pris, indépendamment de leur handicap personnel, un départ groupé, 3 minutes et 45 secondes après le départ du premier coureur ; les trois derniers, dont le temps de fond est inscrit sur fond rose, ont pris le départ 10 secondes plus tard.

### Par équipes HS 130 + 2 × 7,5 km
Le tableau ci-dessous montre les résultats de la compétition avec les équipes nationales participantes, leurs membres, leur classement, la longueur de leurs sauts, les points et le rang au départ de la course de fond qu'ils ont rapporté, leur handicap au départ de l'épreuve de fond et leur retard à l'arrivée de celle-ci ainsi que leur rang au sein de la seule course de fond.
| Rang                               | Pays       | Coureur               | Longueur (m) | Points | Points totaux | Rang en saut | Handicap au départ | Temps         | Rang du ski de fond | Temps final   | Retard à l'arrivée |
| ---------------------------------- | ---------- | --------------------- | ------------ | ------ | ------------- | ------------ | ------------------ | ------------- | ------------------- | ------------- | ------------------ |
| Médaille d'or, Coupe du Monde      | Allemagne  | Eric Frenzel          | 130,0        | 129,9  | 258,2         | 1            | 0 min 00 s         | 14 min 07 s 2 | 6                   | 28 min 29 s 5 |                    |
| Médaille d'or, Coupe du Monde      | Allemagne  | Fabian Rießle         | 128,0        | 128,3  | 258,2         | 1            | 0 min 00 s         | 14 min 22 s 3 | 6                   | 28 min 29 s 5 |                    |
| Médaille d'argent, Coupe du Monde  | Norvège    | Jan Schmid            | 127,5        | 124,7  | 244,6         | 4            | 0 min 27 s         | 14 min 10 s 5 | 2                   | 28 min 10 s 7 | + 08 s 7           |
| Médaille d'argent, Coupe du Monde  | Norvège    | Jarl Magnus Riiber    | 123,0        | 119,9  | 244,6         | 4            | 0 min 27 s         | 14 min 00 s 2 | 2                   | 28 min 10 s 7 | + 08 s 7           |
| Médaille de bronze, Coupe du Monde | Autriche   | Franz-Josef Rehrl     | 128,5        | 130,6  | 247,2         | 3            | 0 min 22 s         | 14 min 10 s 4 | 4                   | 28 min 16 s 7 | + 09 s 2           |
| Médaille de bronze, Coupe du Monde | Autriche   | Bernhard Gruber       | 123,5        | 116,6  | 247,2         | 3            | 0 min 22 s         | 14 min 06 s 3 | 4                   | 28 min 16 s 7 | + 09 s 2           |
| 4                                  | Japon      | Yoshito Watabe        | 124,5        | 124,1  | 254,1         | 2            | 0 min 08 s         | 14 min 41 s 5 | 12                  | 29 min 17 s 9 | + 56 s 4           |
| 4                                  | Japon      | Akito Watabe          | 130,0        | 130,0  | 254,1         | 2            | 0 min 08 s         | 14 min 36 s 4 | 12                  | 29 min 17 s 9 | + 56 s 4           |
| 5                                  | Italie     | Aaron Kostner         | 120,5        | 112,0  | 204,0         | 7            | 1 min 48 s         | 14 min 10 s 6 | 5                   | 28 min 18 s 6 | + 1 min 37 s 1     |
| 5                                  | Italie     | Alessandro Pittin     | 109,5        | 092,0  | 204,0         | 7            | 1 min 48 s         | 14 min 08 s 6 | 5                   | 28 min 18 s 6 | + 1 min 37 s 1     |
| 6                                  | France     | Antoine Gérard        | 110,0        | 094,7  | 209,3         | 5            | 1 min 38 s         | 14 min 09 s 2 | 7                   | 28 min 36 s 1 | + 1 min 44 s 6     |
| 6                                  | France     | Maxime Laheurte       | 122,0        | 114,6  | 209,3         | 5            | 1 min 38 s         | 14 min 26 s 9 | 7                   | 28 min 36 s 1 | + 1 min 44 s 6     |
| 7                                  | Finlande   | Ilkka Herola          | 103,0        | 084,0  | 182,7         | 8            | 2 min 31 s         | 14 min 00 s 1 | 1                   | 28 min 01 s 6 | + 2 min 03 s 1     |
| 7                                  | Finlande   | Eero Hirvonen         | 116,5        | 102,3  | 182,7         | 8            | 2 min 31 s         | 14 min 01 s 5 | 1                   | 28 min 01 s 6 | + 2 min 03 s 1     |
| 8                                  | Pologne    | Szczepan Kupczak      | 115,5        | 107,7  | 205,6         | 6            | 1 min 45 s         | 14 min 54 s 2 | 11                  | 29 min 14 s 9 | + 2 min 30 s 4     |
| 8                                  | Pologne    | Pawel Slowiok         | 114,5        | 097,9  | 205,6         | 6            | 1 min 45 s         | 14 min 20 s 7 | 11                  | 29 min 14 s 9 | + 2 min 30 s 4     |
| 9                                  | États-Unis | Taylor Fletcher       | 105,0        | 081,1  | 163,4         | 11           | 3 min 10 s         | 13 min 57 s 5 | 3                   | 28 min 16 s 3 | + 2 min 56 s 8     |
| 9                                  | États-Unis | Ben Loomis            | 105,0        | 082,3  | 163,4         | 11           | 3 min 10 s         | 14 min 18 s 8 | 3                   | 28 min 16 s 3 | + 2 min 56 s 8     |
| 10                                 | Tchéquie   | Jan Vytrval           | 109,5        | 090,5  | 170,4         | 9            | 2 min 56 s         | 14 min 49 s 1 | 8                   | 29 min 08 s 0 | + 3 min 34 s 5     |
| 10                                 | Tchéquie   | Tomáš Portyk          | 103,5        | 079,9  | 170,4         | 9            | 2 min 56 s         | 14 min 18 s 9 | 8                   | 29 min 08 s 0 | + 3 min 34 s 5     |
| 11                                 | Slovénie   | Ozbej Jelen (d)       | 106,5        | 081,2  | 167,2         | 10           | 3 min 02 s         | 14 min 40 s 1 | 10                  | 29 min 10 s 8 | + 3 min 43 s 3     |
| 11                                 | Slovénie   | Vid Vrhovnik          | 109,5        | 086,0  | 167,2         | 10           | 3 min 02 s         | 14 min 30 s 7 | 10                  | 29 min 10 s 8 | + 3 min 43 s 3     |
| 12                                 | Russie     | Samir Mastiev (no)    | 099,5        | 065,7  | 145,5         | 13           | 3 min 45 s         | 14 min 39 s 9 | 9                   | 29 min 10 s 0 | + 4 min 25 s 5     |
| 12                                 | Russie     | Viacheslav Barkov     | 105,0        | 079,8  | 145,5         | 13           | 3 min 45 s         | 14 min 30 s 1 | 9                   | 29 min 10 s 0 | + 4 min 25 s 5     |
| 13                                 | Ukraine    | Viktor Pasichnyk      | 105,5        | 082,3  | 154,4         | 12           | 3 min 28 s         | lap           | 13                  | lap           |                    |
| 13                                 | Ukraine    | Dmytro Mazurchuk (no) | 103,0        | 071,1  | 154,4         | 12           | 3 min 28 s         | lap           | 13                  | lap           |                    |
| 14                                 | Kazakhstan | Chingiz Rakparov (no) | 100,0        | 070,5  | 100,1         | 15           | 5 min 16 s         | lap           | 14                  | lap           |                    |
| 14                                 | Kazakhstan | Danil Glukhov (d)     | 082,0        | 029,6  | 100,1         | 15           | 5 min 16 s         | lap           | 14                  | lap           |                    |
| 15                                 | Chine      | Zihe Zhao (d)         | 087,5        | 042,8  | 110,7         | 14           | 4 min 55 s         | lap           | 15                  | lap           |                    |
| 15                                 | Chine      | Jiawen Zhao (d)       | 100,5        | 070,5  | 110,7         | 14           | 4 min 55 s         | lap           | 15                  | lap           |                    |

Les coureurs dont le temps de fond est inscrit sur fond bleu ciel ont pris, indépendamment de leur handicap personnel, un départ groupé, 2 minutes après le départ du premier coureur ; les quatre derniers, dont le temps de fond est inscrit sur fond rose, ont pris le départ 10 secondes plus tard. Le mot lap figurant dans les temps de fond signifie que l'équipe en question a terminé la course avec plus d'un tour de retard sur les vainqueurs : ayant donc prenant son dernier relais après la fin de celle-ci, l'équipe en question ne voit pas son temps final pris en compte.

### Individuel HS 109 + 10 km
Le tableau ci-dessous montre les résultats de la compétition avec le nom des participants, leur pays, leur classement, la longueur de leurs sauts et les points qu'ils ont remporté, leur handicap au départ de l'épreuve de fond, leur temps de fond et leur retard à l'arrivée de ladite course ainsi que leur rang au sein de celle-ci.
| Rang                               | Nom                       | Nationalité  | Longueur (m) | Points | Rang du saut | Handicap de départ | Temps de fond | Retard à l'arrivée | Rang du ski de fond |
| ---------------------------------- | ------------------------- | ------------ | ------------ | ------ | ------------ | ------------------ | ------------- | ------------------ | ------------------- |
| Médaille d'or, Coupe du Monde      | Jarl Magnus Riiber        | Norvège      | 107,0        | 135,6  | 01           | 0 min 00 s         | 25 min 01 s 3 | 0                  | 08                  |
| Médaille d'argent, Coupe du Monde  | Bernhard Gruber           | Autriche     | 102,0        | 130,2  | 08           | 0 min 22 s         | 24 min 40 s 7 | + 00 min 01 s 4    | 04                  |
| Médaille de bronze, Coupe du Monde | Akito Watabe              | Japon        | 108,5        | 130,4  | 06           | 0 min 21 s         | 24 min 44 s 9 | + 00 min 04 s 6    | 06                  |
| 04                                 | Franz-Josef Rehrl         | Autriche     | 106,5        | 133,9  | 03           | 0 min 07 s         | 25 min 24 s 1 | + 00 min 29 s 8    | 19                  |
| 05                                 | Ilkka Herola              | Finlande     | 101,0        | 114,6  | 24           | 1 min 24 s         | 24 min 13 s 7 | +00 min 36 s 4     | 01                  |
| 06                                 | Espen Bjørnstad           | Norvège      | 105,0        | 134,1  | 02           | 00 min 06 s        | 25 min 36 s 7 | + 00 min 41 s 4    | 21                  |
| 07                                 | Mario Seidl               | Autriche     | 103,0        | 125,7  | 11           | 0 min 40 s         | 25 min 05 s 6 | + 00 min 44 s 3    | 10                  |
| 08                                 | Johannes Rydzek           | Allemagne    | 100,5        | 116,6  | 17           | 1 min 16 s         | 24 min 39 s 1 | + 00 min 53 s 8    | 03                  |
| 09                                 | Jørgen Graabak            | Norvège      | 101,0        | 112,8  | 27           | 1 min 31 s         | 24 min 40 s 8 | + 01 min 10 s 5    | 05                  |
| 10                                 | Leevi Mutru               | Finlande     | 099,0        | 120,8  | 14           | 00 min 59 s        | 25 min 14 s 9 | + 01 min 12 s 6    | 14                  |
| 11                                 | Antoine Gérard            | France       | 097,5        | 112,7  | 28           | 01 min 32 s        | 24 min 45 s 2 | + 01 min 15 s 9    | 07                  |
| 12                                 | Samuel Costa              | Italie       | 099,5        | 130,8  | 05           | 0 min 19 s         | 25 min 59 s 7 | + 01 min 17 s 4    | 29                  |
| 13                                 | Alessandro Pittin         | Italie       | 095,5        | 105,6  | 38           | 2 min 00 s         | 24 min 21 s 4 | + 01 min 20 s 1    | 02                  |
| 14                                 | Vinzenz Geiger            | Allemagne    | 104,0        | 126,9  | 10           | O min 35 s         | 25 min 46 s 8 | + 01 min 20 s 5    | 27                  |
| 15                                 | Martin Fritz              | Autriche     | 099,5        | 120,7  | 15           | 1 min 0            | 25 min 22 s 8 | + 01 min 21 s 5    | 17                  |
| 16                                 | Eric Frenzel              | Allemagne    | 097,5        | 114,8  | 22           | 1 min 23 s         | 25 min 01 s 8 | + 01 min 23 s 5    | 09                  |
| 17                                 | Fabian Rießle             | Allemagne    | 110,5        | 116,4  | 18           | 1 min 17 s         | 25 min 10 s 8 | + 01 min 26 s 5    | 11                  |
| 18                                 | Szczepan Kupczak          | Pologne      | 104,5        | 131,4  | 04           | 0 min 17 s         | 26 min 12 s 1 | + 01 min 27 s 8    | 32                  |
| 19                                 | Yoshito Watabe            | Japon        | 103,0        | 125,5  | 12           | 0 min 40 s         | 25 min 50 s 4 | + 01 min 29 s 1    | 28                  |
| 20                                 | Hideaki Nagai             | Japon        | 098,5        | 115,1  | 21           | 1 min 22 s         | 25 min 12 s 5 | + 01 min 33 s 2    | 13                  |
| 21                                 | Jan Schmid                | Norvège      | 100,5        | 117,5  | 16           | 1 min 12 s         | 25 min 39 s 9 | + 01 min 50 s 6    | 24                  |
| 22                                 | Adam Cieslar              | Pologne      | 098,5        | 113,2  | 26           | 1 min 30 s         | 25 min 38 s 2 | + 02 min 06 s 9    | 23                  |
| 23                                 | François Braud            | France       | 093,0        | 109,1  | 33           | 1 min 46 s         | 25 min 23 s 2 | + 02 min 07 s 9    | 18                  |
| 24                                 | Aaron Kostner             | Italie       | 094,5        | 110,1  | 31           | 1 min 42 s         | 25 min 28 s 8 | + 02 min 09 s 5    | 20                  |
| 25                                 | Terence Weber             | Allemagne    | 105,0        | 130,4  | 06           | 0 min 21 s         | 26 min 52 s 8 | + 02 min 12 s 5    | 40                  |
| 26                                 | Tim Hug                   | Suisse       | 091,0        | 106,3  | 37           | 1 min 57 s         | 25 min 17 s 8 | + 02 min 13 s 5    | 15                  |
| 27                                 | Raffaele Buzzi            | Italie       | 092,5        | 101,1  | 43           | 2 min 18 s         | 25 min 12 s 0 | + 02 min 28 s 7    | 12                  |
| 28                                 | Tomáš Portyk              | Tchéquie     | 094,0        | 102,6  | 40           | 2 min 12 s         | 25 min 19 s 7 | + 02 min 30 s 4    | 16                  |
| 29                                 | Paweł Słowiok             | Pologne      | 098,0        | 116,2  | 20           | 1 min 18 s         | 26 min 21 s 1 | + 02 min 37 s 8    | 34                  |
| 30                                 | Maxime Laheurte           | France       | 094,5        | 108,7  | 34           | 1 min 48 s         | 26 min 06 s 0 | + 02 min 52 s 7    | 30                  |
| 31                                 | Arttu Mäkiaho             | Finlande     | 090,5        | 099,0  | 45           | 2 min 26 s         | 25 min 36 s 7 | + 03 min 01 s 4    | 21                  |
| 32                                 | Vid Vrhovnik              | Slovénie     | 095,0        | 106,7  | 36           | 1 min 56 s         | 26 min 16 s 9 | + 03 min 11 s 6    | 33                  |
| 33                                 | Ben Loomis                | États-Unis   | 095,5        | 113,7  | 25           | 1 min 28 s         | 26 min 52 s 5 | + 03 min 19 s 2    | 39                  |
| 34                                 | Go Yamamoto               | Japon        | 102,5        | 130,2  | 8            | 0 min 22 s         | 27 min 59 s 0 | + 03 min 19 s 7    | 48                  |
| 35                                 | Lukáš Daněk               | Tchéquie     | 090,0        | 096,6  | 47           | 2 min 36 s         | 25 min 46 s 7 | + 03 min 21 s 4    | 26                  |
| 36                                 | Ondřej Pažout             | Tchéquie     | 096,5        | 106,8  | 35           | 1 min 55 s         | 26 min 32 s 8 | + 03 min 26 s 5    | 35                  |
| 37                                 | Jan Vytrval               | Tchéquie     | 090,5        | 100,7  | 44           | 2 min 20 s         | 26 min 07 s 8 | + 03 min 26 s 5    | 31                  |
| 38                                 | Taylor Fletcher           | États-Unis   | 090,5        | 093,6  | 49           | 2 min 48 s         | 25 min 42 s 1 | + 03 min 28 s 8    | 25                  |
| 39                                 | Ernest Yahin              | Russie       | 098,0        | 116,4  | 18           | 1 min 17 s         | 27 min 14 s 4 | + 03 min 30 s 1    | 44                  |
| 40                                 | Dmytro Mazurchuk (no)     | Ukraine      | 098,5        | 111,5  | 30           | 1 min 36 s         | 27 min 00 s 3 | + 03 min 35 s 0    | 42                  |
| 41                                 | Alexander Pashaev (d)     | Russie       | 103,0        | 121,5  | 13           | 0 min 56 s         | 27 min 52 s 8 | + 03 min 47 s 5    | 47                  |
| 42                                 | Laurent Muhlethaler       | France       | 090,0        | 102,3  | 42           | 2 min 13 s         | 26 min 51 s 4 | + 04 min 03 s 1    | 37                  |
| 43                                 | Kristjan Ilves            | Estonie      | 097,5        | 111,7  | 29           | 1 min 36 s         | 27 min 32 s 4 | + 04 min 07 s 1    | 46                  |
| 44                                 | Viktor Pasichnyk          | Ukraine      | 090,0        | 102,4  | 41           | 2 min 13 s         | 27 min 12 s 9 | + 04 min 24 s 6    | 43                  |
| 45                                 | Jared Shumate (d)         | États-Unis   | 096,0        | 094,2  | 48           | 2 min 46 s         | 26 min 52 s 2 | + 04 min 36 s 9    | 38                  |
| 46                                 | Jasper Good               | États-Unis   | 093,5        | 109,5  | 32           | 1 min 44 s         | 28 min 03 s 8 | + 04 min 46 s 5    | 49                  |
| 47                                 | Viacheslav Barkov         | Russie       | 091,5        | 093,2  | 50           | 2 min 50 s         | 26 min 59 s 8 | + 04 min 48 s 5    | 41                  |
| 48                                 | Vitali Ivanov (d)         | Russie       | 084,5        | 083,1  | 55           | 3 min 30 s         | 26 min 44 s 6 | + 05 min 13 s 3    | 36                  |
| 49                                 | Chingiz Rakparov (no)     | Kazakhstan   | 089,5        | 090,5  | 51           | 3 min 00 s         | 27 min 24 s 4 | + 05 min 23 s 1    | 45                  |
| 50                                 | Park Je-un                | Corée du Sud | 095,0        | 097,7  | 46           | 2 min 32 s         | 28 min 18 s 5 | + 05 min 49 s 2    | 50                  |
| 51                                 | Paweł Twardosz (d)        | Pologne      | 090,0        | 102,8  | 39           | 2 min 11 s         | 28 min 42 s 9 | + 05 min 52 s 6    | 51                  |
| 52                                 | Ozbej Jelen (d)           | Slovénie     | 091,5        | 090,4  | 52           | 3 min 01 s         | 28 min 43 s 7 | + 06 min 43 s 4    | 52                  |
| 53                                 | Zihe Zhao (d)             | Chine        | 089,5        | 085,0  | 54           | 3 min 22 s         | 29 min 20 s 8 | + 07 min 41 s 5    | 53                  |
| 54                                 | Jianping Sun (ja)         | Chine        | 081,5        | 079,1  | 57           | 3 min 46 s         | 30 min 24 s 8 | + 09 min 09 s 5    | 54                  |
| 55                                 | Eldar Orussayev (d)       | Kazakhstan   | 087,0        | 087,1  | 53           | 3 min 14 s         | 31 min 53 s 6 | + 10 min 06 s 3    | 57                  |
| 56                                 | Markuss Vinogradovs (d)   | Lettonie     | 081,0        | 080,5  | 56           | 3 min 40 s         | 31 min 37 s 3 | + 10 min 16 s 0    | 55                  |
| 57                                 | Viatcheslav Bochkarev (d) | Kazakhstan   | 077,5        | 067,5  | 58           | 4 min 32 s         | 31 min 49 s 8 | + 11 min 20 s 5    | 56                  |
| 58                                 | Danil Glukhov (d)         | Kazakhstan   | 074,0        | 061,6  | 59           | 4 min 56 s         | 33 min 01 s 6 | + 12 min 56 s 3    | 58                  |

Le coureur finlandais Eero Hirvonen, classé 22e du concours de saut, n'a pas terminé la course de fond.
Une photo-finish a départagé deux coureurs partis à 25 secondes d'intervalle : les Tchèques Jan Vytrval et Ondřej Pažout, ce dernier obtenant l'avantage pour la 36e place.
En saut :
- les combinés Bernhard Gruber et Go Yamamoto ont obtenu le même nombre de points. Ils ont donc pris le départ de la course de fond au même moment, mais ne l'ont pas terminée ensemble, tant s'en faut : l'épreuve par équipes organisée le surlendemain en attestera de nouveau. Il en va de même pour les combinés Fabian Rießle et Ernest Yahin.
- les combinés chinois Jiawen (d) et Lixin Zhao (d) ont été disqualifiés, le premier en raison de chaussures de saut non conformes, le second en raison de la non-conformité de sa combinaison.

En fond, les coureurs Espen Bjørnstad et Arttu Mäkiaho ont tous deux parcouru les 10 km en 25 min 36 s 7.
Les coureurs dont le temps de fond est inscrit sur fond bleu ciel ont pris, indépendamment de leur handicap personnel, un départ groupé, 3 minutes après le départ du premier coureur.

### Épreuve par équipes HS 109 + 4 x 5 km
Le tableau ci-dessous montre les résultats de la compétition avec le nom des participants, leur pays, leur classement, les temps dans l'épreuve de fond, la longueur de leurs sauts et les points qu'ils ont remporté dans les deux épreuves.
| Rang                               | Pays | Longueur (m) | Points | Retard au départ | Temps | Rang du ski de fond | Temps final |
| ---------------------------------- | ---- | ------------ | ------ | ---------------- | ----- | ------------------- | ----------- |
| Médaille d'or, Coupe du Monde      |      |              |        |                  |       |                     |             |
| Médaille d'argent, Coupe du Monde  |      |              |        |                  |       |                     |             |
| Médaille de bronze, Coupe du Monde |      |              |        |                  |       |                     |             |
| 4                                  |      |              |        |                  |       |                     |             |
| 5                                  |      |              |        |                  |       |                     |             |
| 6                                  |      |              |        |                  |       |                     |             |
| 7                                  |      |              |        |                  |       |                     |             |
| 8                                  |      |              |        |                  |       |                     |             |
| 9                                  |      |              |        |                  |       |                     |             |
| 10                                 |      |              |        |                  |       |                     |             |
| 11                                 |      |              |        |                  |       |                     |             |
| 12                                 |      |              |        |                  |       |                     |             |
| 13                                 |      |              |        |                  |       |                     |             |
| 14                                 |      |              |        |                  |       |                     |             |

### Épreuve individuelle sur grand tremplin
1. ↑  (en) « Official Results », sur fis-ski.com, FIS (consulté le 25 février 2019).
2. ↑  (en) « Intermediate Results Ski Jumping », sur fis-ski.com, FIS (consulté le 25 février 2019).
3. 1 2 3  (en) « Start List », sur fis-ski.com, FIS (consulté le 25 février 2019).

### Sprint par équipes
1. ↑  (en) « Official Results », sur fis-ski.com, FIS (consulté le 25 février 2019).
2. ↑  (en) « Intermediate Results Ski Jumping », sur fis-ski.com, FIS (consulté le 25 février 2019).
3. ↑  (en) « Start List », sur fis-ski.com, FIS (consulté le 25 février 2019).

### Épreuve individuelle sur tremplin normal
1. ↑  (en) « Official Results », sur fis-ski.com, FIS (consulté le 28 février 2019).
2. ↑  (en) « Intermediate Results Ski Jumping », sur fis-ski.com, FIS (consulté le 28 février 2019).
3. 1 2  (en) « Start List », sur fis-ski.com, FIS (consulté le 28 février 2019).